# گلدکرست فیلمز
گلدکرست فیلمز (انگلیسی: Goldcrest Films) یک شرکت فیلم‌سازی در انگلستان است.
این شرکت که در سال ۱۹۷۷ تأسیس شده مقر آن در شهر لندن قرار دارد.

## فیلم‌شناسی
| فیلم                                    | انتشار (آمریکا) | بودجه        | فروش (جهان)              |
| --------------------------------------- | --------------- | ------------ | ------------------------ |
| ارابه‌های آتش (۱۹۸۱)                     | مارس ۱۹۸۱       | $5.5 میلیون  | $۵۸٬۹۷۲٬۹۰۴              |
| فرار از نیویورک (۱۹۸۱)                  | ۱۰ ژوئیه ۱۹۸۱   | $6 میلیون    | $۵۰٬۰۰۰٬۰۰۰              |
| گاندی (۱۹۸۲)                            | ۳ دسامبر ۱۹۸۲   | $22 میلیون   | $52,767,889 (فقط آمریکا) |
| یک شغل نامناسب برای یک زن (۱۹۸۲)        | ۲۶ آوریل ۱۹۸۵   | N/A          | N/A                      |
| Secrets (1983)                          | ۱۷ اوت ۱۹۸۴     | N/A          | N/A                      |
| قهرمان محلی (۱۹۸۳)                      | ۱۷ فوریه ۱۹۸۳   | N/A          | $۵٬۸۹۵٬۷۶۱               |
| The Ploughman's Lunch (1983)            | ۱۹ اکتبر ۱۹۸۴   | N/A          | N/A                      |
| دوندگان (۱۹۸۳)                          | اوت ۱۹۸۳        | N/A          | N/A                      |
| متصدی لباس (۱۹۸۳)                       | ۹ دسامبر ۱۹۸۳   | N/A          | $۵٬۳۱۰٬۷۴۸               |
| Another Country (1984)                  | ۲۹ ژوئن ۱۹۸۴    | N/A          | N/A                      |
| Cal (1984)                              | ۲۴ اوت ۱۹۸۴     | N/A          | N/A                      |
| میدان‌های کشتار (۱۹۸۴)                   | ۲ نوامبر ۱۹۸۴   | $14.4 میلیون | $۳۴٬۷۰۰٬۲۹۱              |
| Nemo (1984)                             | ۱۲ دسامبر ۱۹۸۴  | N/A          | N/A                      |
| Mr. Love (1985)                         | ۲۵ آوریل ۱۹۸۶   | £۴۸۶٬۰۰۰     | $۴٬۲۶۴                   |
| Dance with a Stranger (1985)            | ۹ اوت ۱۹۸۵      | N/A          | $۲٬۲۶۰٬۵۱۹               |
| Smooth Talk (1985)                      | ۱۷ نوامبر ۱۹۸۵  | N/A          | $۱۶٬۷۸۵                  |
| انقلاب (۱۹۸۵)                           | ۲۵ دسامبر ۱۹۸۵  | $28 میلیون   | $۳۴۶٬۷۶۱                 |
| The Frog Prince (1986)                  | ۵ اکتبر ۱۹۸۶    | £896,000     | N/A                      |
| Winter Flight (1986)                    | ۱۴ فوریه ۱۹۸۶   | N/A          | $۲٬۷۲۹                   |
| Absolute Beginners (1986)               | ۱۸ آوریل ۱۹۸۶   | £8.4 میلیون  | $۱٬۰۱۰٬۳۱۳               |
| مأموریت (۱۹۸۶)                          | ۲۴ مه ۱۹۸۶      | $24.5 میلیون | $۱۷٬۲۱۸٬۰۲۳              |
| Knights & Emeralds (1986)               | اکتبر ۱۹۸۶      | £1.1 میلیون  | N/A                      |
| White Mischief (1987)                   | مه ۱۹۸۸         | $5.3 میلیون  | $۳٬۱۰۷٬۵۵۱               |
| Matewan (1987)                          | ۲۸ اوت ۱۹۸۷     | $4 میلیون    | $۱٬۶۸۰٬۳۵۸               |
| امید و افتخار (۱۹۸۷)                    | ۱۳ نوامبر ۱۹۸۷  | $3 میلیون    | $۱۰٬۰۲۱٬۱۲۰              |
| Black Rainbow (1989)                    | ۵ دسامبر ۱۹۹۱   | $7 میلیون    | N/A                      |
| همه سگ‌ها به بهشت می‌روند (۱۹۸۹)          | ۱۷ نوامبر ۱۹۸۹  | $13.8 میلیون | $۲۷٬۱۰۰٬۰۲۷              |
| راک-ای-دودل (۱۹۹۱)                      | ۳ آوریل ۱۹۹۲    | $18 میلیون   | $۱۱٬۶۵۷٬۳۸۵              |
| Driftwood (1997)                        | ۲۸ مارس ۱۹۹۷    | N/A          | N/A                      |
| Clockwatchers (1997)                    | ۱۵ مه ۱۹۹۸      | N/A          | $۵۳۷٬۹۴۸                 |
| Bring Me the Head of Mavis Davis (1997) | ۱۶ ژانویه ۱۹۹۸  | N/A          | £۴۶٬۲۴۴                  |
| Elvis and Anabelle (2007)               | ۱۰ مارس ۲۰۰۷    | N/A          | N/A                      |
| Cass (2008)                             | ۱ اوت ۲۰۰۸      | N/A          | N/A                      |
| بانوی آهنی (۲۰۱۱)                       | ۲۶ دسامبر ۲۰۱۱  | $۱۳٬۰۰۰٬۰۰۰  | $۱۱۴٬۹۴۳٬۶۳۱             |